# 鄭一嫂

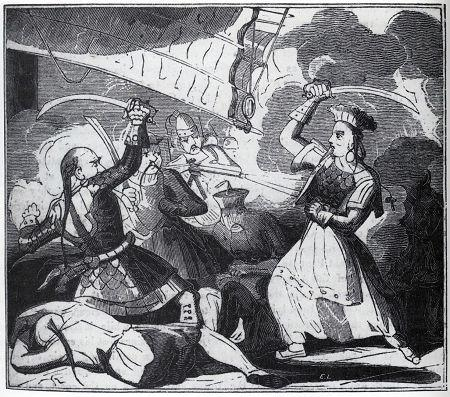
鄭一嫂

鄭一嫂（ていいっそう、鄭氏とも、英語：Ching Shih、1775年 - 1844年）は、清朝の女海賊である。姓は石、名は陽、幼名は香姑である。
元は妓女だったが、鄭一と結婚してから海賊となり、世間から「鄭一嫂」（鄭一の妻）と呼ばれるようになった。鄭一の死後、鄭一嫂は紅旗幇という海賊団を率いるようになる。後に張保と結婚した。

## 子女
鄭一のあいだの子に鄭英石・鄭雄石がいる。張保のあいだの子女に張玉麟・娘一人がいる。

## 参考資料
- Murray, Dian H. (1987). Pirates of the South China Coast, 1790-1810. Stanford University Press. ISBN 0-8047-1376-6